# Carnide (metrostation)
Carnide is een metrostation aan de Blauwe lijn van de Metro van Lissabon. Het station is geopend op 18 oktober 1997.
Het is gelegen aan de kruising van de Avenida Marechal Teixeira Rebelo en de Rua Guiomar Torrezão.
Vanaf dit station loopt een eensporige tunnel naar de voormalige werkplaats PMO-I Sete Rios.